# Primera División de bádminton
La Primera División de bádminton es el segundo nivel de la Liga Nacional de Clubes de bádminton de España, solo por detrás de la División de Honor de bádminton.
En la temporada 2022-23 se dividió en tres divisiones (Primera Oro, Primera Plata y Primera Bronce) con 12 clubes en cada división.